# World Badminton Grand Prix
Der World Badminton Grand Prix war eine Turnierserie im Badminton. In ihr wurden von 1983 bis 2006 die hochrangigsten Badmintonturniere, gleichbedeutend mit den Turnieren mit dem meisten Preisgeld, vereint. Von 1983 bis 2000 wurde zum Abschluss der Saison ein World-Badminton-Grand-Prix-Finale ausgetragen. Der erste Grand Prix bestand aus neun Turnieren. 1985 entschloss sich Hauptsponsor Pro Kennex, die Anzahl der Turniere auf 15 zu erhöhen. In Abhängigkeit vom ausgeschütteten Preisgeld wurden die Turniere nochmals in fünf Kategorien unterteilt, wobei ein Fünf-Sterne-Turnier das meiste Preisgeld ausschüttete, ein Ein-Sterne-Turnier das wenigste. Ab 2007 wurde die höchste Turnierserie im Badminton in BWF Super Series umbenannt, während der BWF Grand Prix die zweithöchste Turnierserienkategorie darstellt.